# The Settlers 7: Droga do królestwa
The Settlers 7: Droga do królestwa (ang. The Settlers 7: Paths to a Kingdom) – strategiczna gra czasu rzeczywistego, koncentrująca się na stronie ekonomicznej, wyprodukowana przez Blue Byte Software i wydana przez Ubisoft. Gra miała swoją premierę na świecie 23 marca 2010, a w Polsce 26 marca 2010 dla Microsoft Windows i OS X.

## Polskie głosy
- Włodzimierz Bednarski jako Król Konradin
- Izabella Bukowska jako Zoe
- Miłogost Reczek jako Narrator
- Krzysztof Zakrzewski jako Bors/Król Balderus

## Kampania
Kampania The Settlers 7 składa się z 12 misji, opowiadających historię Tandrii. Księżniczka Zoe na polecenie swego ojca Króla Konradina ma podbić tę krainę. Nagrodą za to jest korona. Połowa kampanii to samouczek, przedstawiający podstawy tej gry.